# Hirundapus giganteus
El vencejo gigante o rabitojo de espalda castaña (Hirundapus giganteus), es una especie de ave apodiforme de la familia Apodidae.
Vive en los bosques lluviosos del sudeste asiático, en la  India, Indonesia, Tailandia y Filipinas.  
Al igual que la mayoría de las especies de familia Apodidae, se caracteriza por tener patas muy pequeñas, que usan casi exclusivamente para colgarse de superficies verticales. Pasan la mayor parte de su vida en el aire y nunca se posan voluntariamente en el suelo. Mide 23 cm de longitud y pesa en torno a los 180 gr.